# Aedas
Aedas es un estudio de arquitectura fundado por el arquitecto galés Keith Griffiths.

## Historia
Aedas fue fundado en 2002 gracias a la fusión de los estudios Abbey Holford Rowe del Reino Unido, Peddle Thorp de Australia y LPT Architects (previamente Liang Peddle Thorpe) de Hong Kong. Peddle Thorp y LPT Architects ya tenían una alianza previa. Los tres estudios fueron renombrados Aedas AHR, Aedas Peddle Thorp y Aedas LPT, respectivamente. La organización planificó eliminar los sufijos con el tiempo, y eventualmente todas las oficinas adoptaron simplemente la marca Aedas.
En 2002 Aedas compró el estudio TCN Architects de Birmingham (previamente Temple Cox Nicholls). Aedas abrió su primera oficina en China en Pekín en 2002 y fue elegido para diseñar el Fortune Plaza 1 (2003). Otros proyectos diseñados por el estudio en Pekín son TG Harbour View Apartments, R&F City, R&F Plaza y R&F Centre, entre otros. Posteriormente la empresa estableció oficinas en Macao (2004), Shanghái (2005) y Chengdu (2005). En Macao, Aedas diseñó su primer proyecto integrado de casino y hotel, Sands Macao, en 2004. También fue contratado como arquitecto principal de The Venetian Macao (2007).
El estudio fue contratado para diseñar el Metro de Dubái en 2004. En 2005 estableció una oficina en Dubái y en 2007, otra en Abu Dhabi. Entre 2010 y 2011, Aedas completó en Dubái Ocean Heights, el complejo Boulevard Plaza y las Ubora Towers.
Entre los proyectos construidos por Aedas en la década de 2010 se encuentran The Star (2012) en Singapur, Lè Architecture (2017) en Taipéi (Taiwán), Starlight Place (2011) en Chongqing, el Center 66 (2014) en Wuxi, el Evergrande Plaza (2015) en Chengdu y el Sincere Financial Center (2015) en Chongqing.
A mediados de 2014, se separaron las divisiones europea y asiática de la compañía (originalmente Abbey Holford Rowe y LPT Architects, respectivamente). La división europea, con sede en el Reino Unido, pasó a llamarse AHR, mientras que la división asiática, con sede en Hong Kong, mantuvo el nombre Aedas. Inmediatamente después de la separación, Aedas estableció una oficina en Londres que, de acuerdo con las declaraciones de la empresa, serviría principalmente a clientes chinos con proyectos en esta ciudad. En 2015, Aedas compró el estudio británico RHWL, incluida su división Arts Team, que fueron renombrados Aedas RHWL y Aedas Arts Team, respectivamente.

## Selección de proyectos
Aedas ha completado más de cien proyectos en todo el mundo, entre los que destacan:
| - Boulevard Plaza, Dubái, Emiratos Árabes Unidos. - Varias renovaciones y mejoras en Central, Hong Kong, China. - Emporium Mall, Lahore, Pakistán. - Midfield Concourse y North Satellite Concourse del Aeropuerto Internacional de Hong Kong, Hong Kong, China. - Olympia 66, Dalian, China. | - R&F Centre, Cantón, China. - Estación de ferrocarril de West Kowloon, Hong Kong, China. - Edificio central de la Xi'an Jiaotong-Liverpool University, Suzhou, China. - Lè Architecture, Taipéi, Taiwán. - Sede del Taichung Commercial Bank, Taichung, Taiwán. |